# Südliche Tagente
Die Südliche Tagente (russisch Южная рокада Juschnaja rokada) ist ein Teil des Moskauer Sekantenrings in Moskau. Sie beginnt am östlichen Teil des Moskauer Autobahnrings MKAD und führt in westlicher Richtung über die Südöstliche Sekante und die Moskwa und dann weiter in nordwestlicher Richtung über die Nordwestliche Sekante bis zum westlichen Teil des Moskauer Autobahnrings. Die Südliche Tagente wurde am 12. Dezember 2019 für den Verkehr freigegeben.